# Golpe de Estado en Uruguay de 1973
El golpe de Estado en Uruguay del 27 de junio de 1973 fue encabezado por el entonces presidente constitucional Juan María Bordaberry y marcó el comienzo de la dictadura cívico-militar que se extendió desde ese año hasta 1985.

## Antecedentes
El 9 de septiembre de 1970 el presidente Jorge Pacheco Areco encomendó a las Fuerzas Armadas la conducción de la lucha contra la guerrilla del Movimiento de Liberación Nacional-Tupamaros. El 16 de diciembre se creó la Junta de Comandantes en Jefe y el Estado Mayor Conjunto (Esmaco) de las Fuerzas Armadas. Tras las elecciones presidenciales de noviembre de 1971 asumió un nuevo gobierno el 1 de marzo de 1972 presidido por Juan María Bordaberry.
En abril de 1972, el parlamento uruguayo votó por más de dos tercios de sus integrantes que el país estaba en un "estado de guerra". Mientras tanto, el rol de las Fuerzas Armadas en la vida política continuó incrementándose. El 25 de octubre de 1972 Jorge Batlle denunció en televisión que había conversaciones y presuntos entendimientos entre militares e integrantes del Movimiento de Liberación Nacional-Tupamaros en el cuartel del Batallón Florida, con el aval de los generales Gregorio Álvarez y Esteban Cristi en un momento en que estaban técnicamente en "guerra". Batlle fue procesado por la justicia militar por el delito de “ataque a la fuerza moral del Ejército” y permaneció dos meses en prisión. El 31 de octubre de 1972 el ministro de Defensa, Augusto Legnani, tuvo que renunciar por no haber podido remover a un jefe encargado de una misión de alta importancia para el ministerio. Posteriormente, los mandos militares hicieron publicaciones enjuiciando al Presidente de la República. 
El 8 de febrero de 1973, con el propósito de controlar la efervescencia militar, el presidente Bordaberry sustituyó al Ministro de Defensa Nacional, Armando Malet, por el general retirado Antonio Francese. En la mañana de ese día el nuevo ministro se reunió con los mandos de las tres fuerzas y sólo encontró respaldo en la Armada.
A las ocho de la noche, desde el canal de televisión del Estado, los jefes del Ejército y la Fuerza Aérea anunciaron que desconocerían las órdenes del ministro Francese y reclamaron al presidente a su relevo. A las diez y media de la noche, desde Canal 4 (privado), Bordaberry anunció que mantendría a Francese en el Ministerio y convocó a la ciudadanía a reunirse en la Plaza Independencia, frente a la Casa de Gobierno. 
En las primeras horas de la madrugada del 9 de febrero, los fusileros de la Armada Nacional, mediante barricadas, cerraron la entrada a la Ciudad Vieja de Montevideo. En respuesta, el Ejército Nacional desplegó transportes blindados de personal M113 y tanques ligeros M24 Chaffee en las calles de Montevideo, y ocupó varias emisoras de radio, desde las cuales exhortó a los miembros de la Armada a unirse a sus planteos.
Se emitió el Comunicado N.º 4, firmado solo por los mandos del Ejército y la Fuerza Aérea, en el que planteaban alcanzar o impulsar la obtención de objetivos socioeconómicos, como incentivar las exportaciones, reorganizar el servicio exterior, eliminar la deuda externa opresiva, erradicar el desempleo, atacar los ilícitos económicos y la corrupción, organizar la administración pública y el sistema impositivo y redistribuir la tierra, entre otros. 
El sábado 10 de febrero tres ministros intentaron un acercamiento con las posiciones de los mandos militares insurrectos, de manera de que el presidente pudiera conservar su cargo. Por la noche, los comandantes del Ejército y la Fuerza Aérea emitieron un nuevo comunicado, el N.º 7, que en cierta forma relativizaba el comunicado anterior. Varios oficiales de la Armada desconocieron el mando del vicealmirante Juan José Zorrilla y apoyaron los comunicados del Ejército y la Fuerza Aérea. Al día siguiente, 11 de febrero, Zorrilla renunció al Comando de la Armada, asumiendo dicho cargo el Capitán de Navío Conrado Olazábal, con lo que esta fuerza abandonó su postura constitucionalista.
El lunes 12 de febrero Bordaberry concurrió a la Base Aérea "Cap. Juan Manuel Boiso Lanza" y aceptó todas las exigencias de los mandos militares y pactó su continuidad en la Presidencia, en lo que se dio en llamar el Pacto de Boiso Lanza. Dicho "acuerdo" encomendaba a las Fuerzas Armadas "la misión de brindar seguridad al desarrollo nacional" y establecía las formas de participación de los militares en la actividad político-administrativa. Producto de este acuerdo, nació el Consejo de Seguridad Nacional (COSENA), órgano asesor del Poder Ejecutivo creado posteriormente por el decreto N.º 163/973, del 23 de febrero de 1973. 
Al día siguiente del "acuerdo" fueron designados nuevos Ministros del Interior (Néstor Bolentini) y de Defensa Nacional (Walter Ravenna). Con ello se completó el deslizamiento hacia un gobierno cívico-militar, donde formalmente gobernaban los civiles pero en los hechos el centro de poder se había trasladado a la órbita de los militares. Se considera que este episodio equivalió a un golpe de Estado fáctico.

## Sucesos
El miércoles 27 de junio de 1973, argumentando que "la acción delictiva de la conspiración contra la Patria, coaligada con la complacencia de grupos políticos sin sentido nacional, se halla inserta en las propias instituciones, para así presentarse encubierta como una actividad formalmente legal", el entonces presidente Juan María Bordaberry disolvió las Cámaras de Senadores y Representantes con el apoyo de las Fuerzas Armadas, anunció la creación de un Consejo de Estado con funciones legislativas, constituyentes y de contralor administrativo, restringió la libertad de expresión y facultó a las fuerzas armadas y policiales a asegurar la prestación interrumpida de los servicios públicos.
En un discurso emitido por radio y televisión el mismo día del golpe, Bordaberry manifestó: 

"Afirmo hoy, una vez más y en circunstancia trascendentes para la vida del país, nuestra profunda vocación democrática y nuestra adhesión sin reticencias al sistema de organización política y social que rige la convivencia de los uruguayos. Y va con ellos entonces el rechazo a toda ideología de origen marxista que intente aprovechar de la generosidad de nuestra democracia, para presentarse como doctrina salvadora y terminar como instrumento de opresión totalitaria.
Este paso que hemos tenido que dar no conduce y no va a limitar las libertades ni los derechos de la persona humana.
Para ello y para su vigilancia estamos nosotros mismos; para eso además hemos cometido esas funciones al Consejo de Estado y más allá, aún por encima de todo ello, está el pueblo uruguayo que nunca dejó de avasallar sus libertades (...)."

En respuesta al golpe de Estado, en la misma madrugada en que se gesta el golpe, el secretariado de la CNT (Convención Nacional de Trabajadores) comenzó la huelga general más larga en la historia del país, que duró 15 días.

## Los decretos
El decreto N.º 464/973 del 27 de junio de 1973 lleva la firma de Bordaberry y de sus ministros Néstor Bolentini y Walter Ravenna. Expresaba lo siguiente: 
El Presidente de la República decreta:
1° Declárase disueltas la Cámara de Senadores y la Cámara de Representantes.
2° Créase un Consejo de Estado, integrado por los miembros que oportunamente se designarán, con las siguientes atribuciones: 
A) Desempeñar independientemente las funciones específicas de la Asamblea General;
B) Controlar la gestión del Poder Ejecutivo relacionada con el respeto de los derechos individuales de la persona humana y con la sumisión de dicho Poder a las normas constitucionales y legales;
C) Elaborar un anteproyecto de Reforma Constitucional que reafirme los fundamentales principios democráticos y representativos a ser oportunamente plebiscitado por el Cuerpo Electoral.
3° Prohíbese la divulgación por la prensa oral, escrita o televisada de todo tipo de información, comentario o grabación, que, directa o indirectamente, mencione o se refiera a lo dispuesto por el presente Decreto, atribuyendo propósitos dictatoriales al Poder Ejecutivo.
4° Facúltase a las Fuerzas Armadas y Policiales a adoptar las medidas necesarias para asegurar la prestación ininterrumpida de los servicios públicos esenciales.
Asimismo, por el decreto N.º 465/973 de la misma fecha, se consideró comprendida en el texto del artículo 1 del decreto 464/973 a todas las Juntas Departamentales del País (art. 1), creándose en cada Departamento una Junta de Vecinos, que en lo pertinente y en el ámbito Departamental, tendrá atribuciones similares a las conferidas al Consejo de Estado creado por el art. 2 del decreto de hoy (art. 2).